# Dilochrosis rufolatera
Dilochrosis rufolatera är en skalbaggsart som beskrevs av Lea 1914. Dilochrosis rufolatera ingår i släktet Dilochrosis och familjen Cetoniidae. Inga underarter finns listade i Catalogue of Life.